# Asparuch

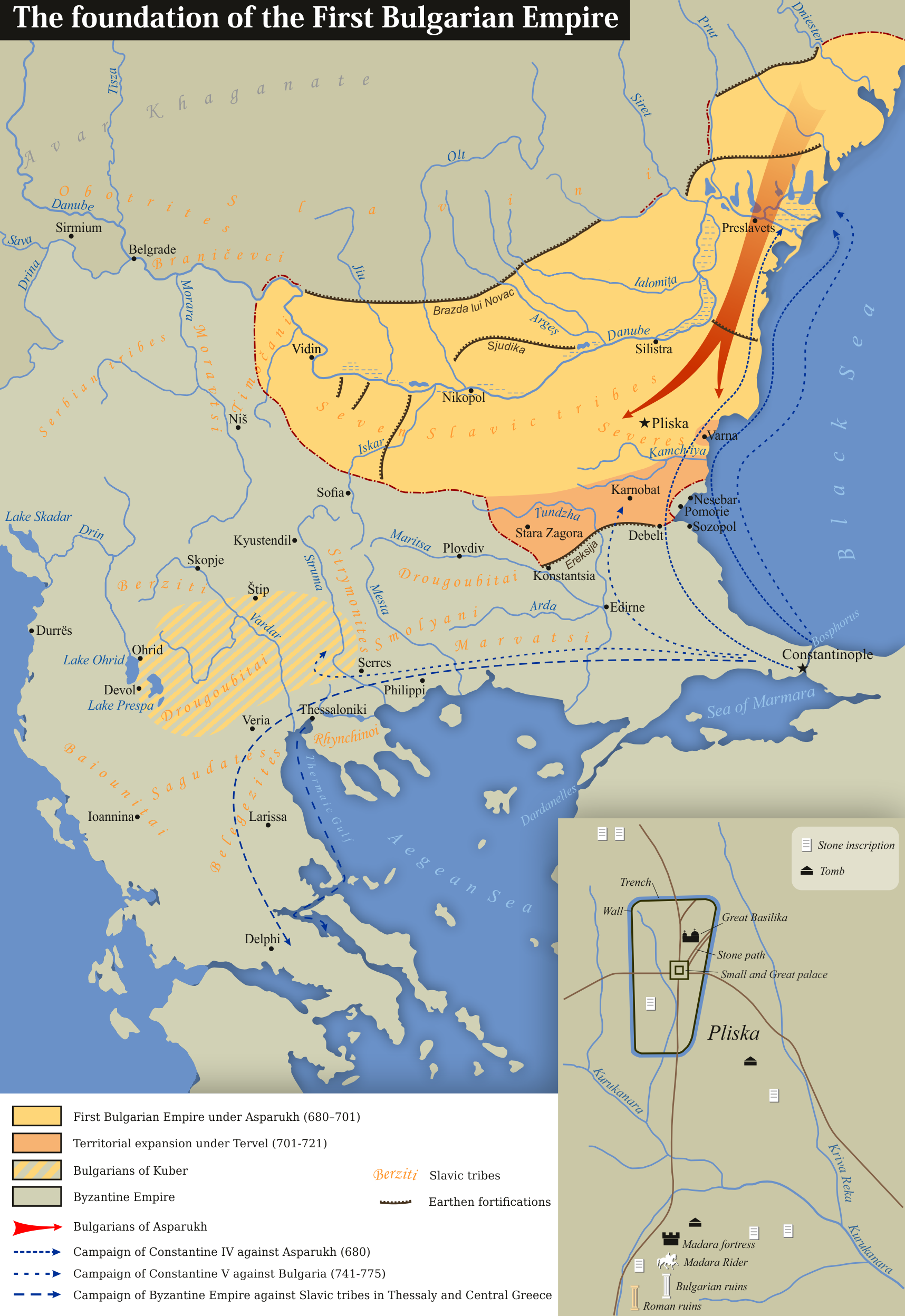
Die Balkanhalbinsel um 680 mit dem Bulgarenreiche von Asparuch und Kuwer

Asparuch, auch Esperich, Espererich, Isperich oder Ispor (bulgarisch Аспарух, bzw. Есперих, Исперих, Испор; * um 641; † um 702) war ein Knjas des Ersten bulgarischen Reichs und Herrscher (Khan) des Großbulgarischen Reichs. Er war der Sohn von Kubrat, Bruder von Khan Kuwer und gehörte der bulgarischen Herrschaftsdynastie Dulo an.
In vielen Geschichtsbüchern wird der zentralasiatische Titel Khan in Zusammenhang mit Asparuch gebracht. Der einzige bis jetzt bekannte und belegbare Titel von Asparuch ist aber der Titel Knjas.

## Leben
Nach dem Tod von Kubrat spaltete sich das Großbulgarische Reich. Asparuch wurde mit einem Teil der Protobulgaren von den Chasaren aus den russischen Steppen in der heutigen Ukraine an das Donaudelta abgedrängt. Nach der Eroberung der byzantinischen Dobrudscha gründete er 679 im Verbund mit den in Moesia lebenden slawischen Stämmen, darunter die Seweren, ein weiteres bulgarisches Reich, das in der Geschichtsforschung Erstes Bulgarisches Reich benannt wird. Es wird angenommen, dass ein slawisch-bulgarisches Reich mit einer bulgarischen Oberschicht entstand, die über eine slawische, meist bäuerliche Bevölkerung und über die Reste der römischen Provinzialbevölkerung herrschte. Erste Hauptstadt wurde der in der Norddobrudscha gelegene Ort Ongal. Nach weiteren Theorien zogen die bulgarischen Herrscher, ähnlich den späteren deutschen Kaisern (siehe Reisekönigtum), von Ort zu Ort.
Nach vergeblichen Unterwerfungsversuchen zwischen 679 und 680, wurde dieses Reich im Sommer 681 vom byzantinischen Kaiser Konstantin IV. Pogonatos vertraglich anerkannt. Die Bulgaren verlegten schließlich ihre Hauptstadt weiter südlich nach Pliska.
Vermutlich setzte bereits unter Asparuch der Prozess der Slawisierung der bulgarischen Oberschicht ein. Die Bedrohung des byzantinischen Reichs durch die Araber und die damit verbundene Schwächung dürfte anfänglich stabilisierend auf Asparuchs Reich gewirkt haben.

## Weiteres
Nach Asparuch wurden mehrere Schiffe benannt: 1977 das größte bulgarische Schiff, der Tanker Khan Asparuh und seit 1982 verkehrt auf der Donau das Frachtschiff Han Asparuh. Auch die Stadt Isperich in Nordostbulgarien trägt seinen Namen. Asparuch wurde im Bulgarischen Nationalen Fernsehen bei der Frage nach dem „Größten Bulgaren“ auf den dritten Platz gewählt. Seit 2005 trägt der Asparuh Peak auf der Livingston-Insel in der Antarktis seinen Namen.